# Plan van Gool

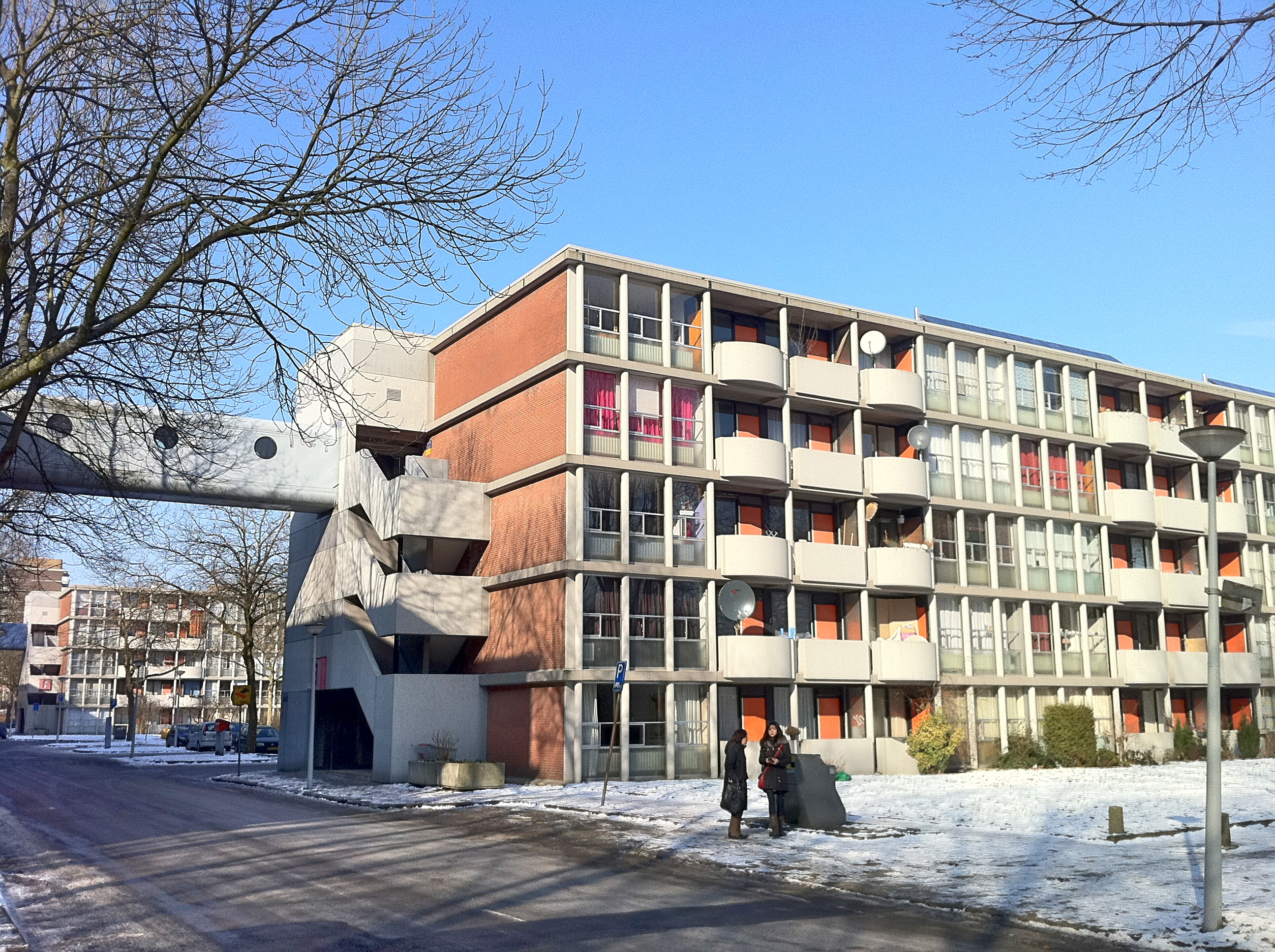
De galerij op de vierde bouwlaag vormt met de luchtbruggen een 'straat in de lucht'. Hier de 'grijze tunnel' bij Bovenover 1-71.

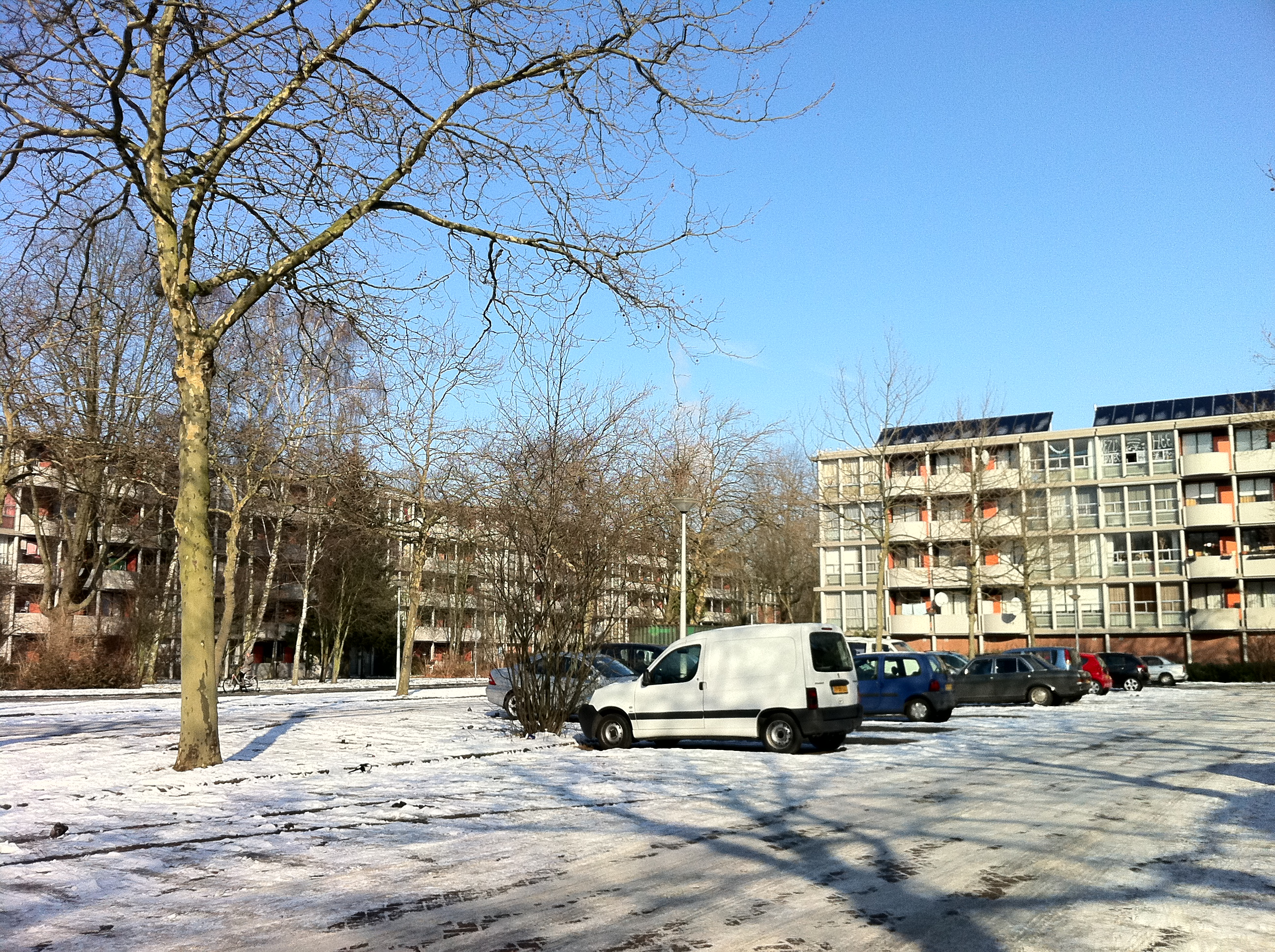
Parkeerterreinen zijn aan de randvan de wijk en tussen de groeperingen van flats geplaatst, om de rest van de wijk ruimtelijk en parkachtig te houden.

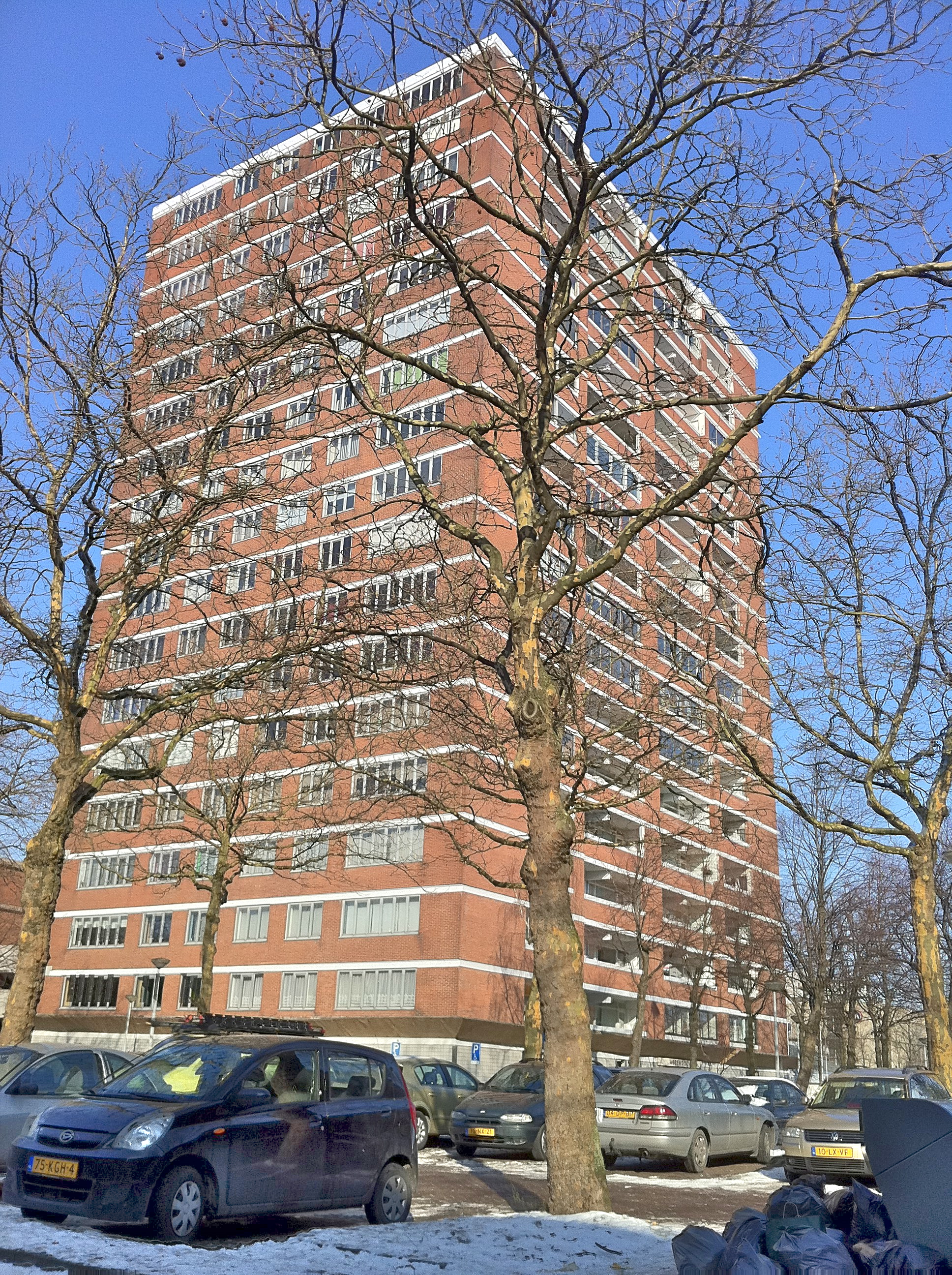
Een van de twee woonflats met 18 bouwlagen gelegen aan Het Breed.

Het Plan van Gool (officieel: Het Breed) is de gebruikelijke naam van een woonwijk bestaande uit onder meer een complex van 1.100 etagewoningen uit 1966-1970 in de Buikslotermeer in Amsterdam-Noord. Het complex is ontworpen door architect Frans van Gool (1922-2015) en naar hem vernoemd.
Opdrachtgever was de gemeentelijke Dienst Stadsontwikkeling. De flats worden nu beheerd door de corporaties Ymere en Eigen Haard.
Een van de uitgangspunten was de opvatting van Van Gool dat het verschil tussen binnen en buiten zeer duidelijk moet zijn. Geen geleidelijke overgang dus van publieke naar private ruimtes, om zo privacy te bevorderen.
Er zijn elf lange blokken met vijf woonlagen. De flats zijn gegroepeerd rond groene binnenhoven. In het midden van de wijk bevindt zich een grote centrale fiets- en autovrije middenruimte: Het Breedveld. Aan de noordzijde van het complex staan twee torenflats met 18 bouwlagen elk. Deze zijn later toegevoegd aan het ontwerp, en beide gelegen aan de rondweg Het Breed, die door de wijk heen slingert (maar verwarrend genoeg onderweg ook Het Laagt heet).
De gebolde balustrades van de balkons en de deels glazen gevels zijn bijzondere kenmerken van de flats. Kenmerkend is ook dat de verschillende gebouwen met negen luchtbruggen, de zogenaamde 'Aviobruggen', met elkaar zijn verbonden. Deze zijn verschillend gekleurd en liggen tussen de brede inpandige galerijen op de vierde bouwlaag, de 'straten in de lucht'. Ook op Schiphol zijn er nog veel van dergelijke (beweegbare) vliegtuigslurven, eveneens gebouwd door Aviolanda.
De flats zijn niet ontworpen als galerijwoningen, maar als gestapelde portiekwoningen. Woningen op de begane grond en de eerste etage zijn toegankelijk via portieken aan een galerij op straatniveau. De woningen op de tweede tot vierde etage via portieken op de brede galerijen op de derde etage. Deze bovengalerijen waren aanvankelijk net als de benedengalerijen openbaar toegankelijk. Bij een renovatie in 2013-2016 zijn zij afgesloten en er kwamen entreegebouwtjes onderaan de trappenhuizen.
De woningen hebben adressen aan Het Hoogt en Het Laagt in het oostelijke deel en Benedenlangs en Bovenover in het westelijke deel. De lager gelegen woningen liggen aan Het Laagt en Benedenlangs, de hoger gelegen woningen liggen aan Het Hoogt en Bovenover.
Op 26 juni 2024 werd het complex vanwege de vernieuwende stedenbouwkundige opzet en de futuristische vormgeving aangewezen als gemeentelijk beschermd stadsgezicht.
Rijksmonumenten:
Centrum ·
Nieuw-West ·
Noord ·
Oost ·
West ·
Zuid ·
Zuidoost ·
Weesp
Gemeentelijke momumenten:
Centrum ·
Nieuw-West ·
Noord ·
Oost ·
West ·
Zuid ·
Zuidoost ·
Weesp
Beschermde Stadsgezichten:
Rijks: 
Binnen de Singelgracht · 
Nieuwmarktbuurt · 
Noord · 
Plan Zuid · 
Weesp

Gemeentelijk: 
Bijlmermuseum · 
Van Eesteren Museum · 
Sloterplas · 
IJplein · 
Plan van Gool
Beschermde Dorpsgezichten:
Rijks: 
Durgerdam ·
Holysloot ·
Ransdorp

Gemeentelijk: 
Sloten
Overig:
Werelderfgoed · 
Nationale landschappen · 
Provinciale monumenten · 
Oorlogsmonumenten
 Abberdaan · Admiralenbuurt · Amstel III · Amsteldorp · Amstelkwartier · Andreas Ensemble · Apollobuurt · ArenAPoort · Bajeskwartier · Banne Buiksloot · Bedrijventerrein Sloterdijk · Bellamybuurt · Betondorp · Bijlmer · Binnenstad · Bloemenbuurt · Borgerbuurt · Borneo · Bos en Lommer · Buiksloot · Buiksloterham · Buikslotermeer · Buiteneiland · Buitenveldert · Bullewijk · Burgwallen Oude Zijde · Burgwallen Nieuwe Zijde · Centrum Amsterdam Noord · Centrumeiland · Chassébuurt · Chinatown · Cremerbuurt (Amsterdam) · Cruquius · Czaar Peterbuurt · Da Costabuurt · Dapperbuurt · De Aker · De Baarsjes · De Bongerd · De Eendracht · De Heining · De Krommert · De 9 Straatjes · De Omval · De Pijp · Diamantbuurt · Driemond · Disteldorp · Dubbele Buurt · Duivelseiland · Duvelshoek · Elzenhagen · Erasmusparkbuurt · Floradorp · Frederik Hendrikbuurt · Funenpark · Gaasperdam · Gein · Geuzenveld · Gibraltarbuurt · Gouden Reael · Gulden Winckelbuurt · Grachtengordel · Haarlemmerbuurt · Hallenkwartier · Haven-Stad · Haveneiland · Havenstraatterrein · Helmersbuurt · Het Funen · Holendrecht · Hoofddorppleinbuurt · Houthaven · IJ-oevers · IJburg · IJdock · IJplein · Indische Buurt · Jan Maijenbuurt · Java-eiland · Jeruzalem · Jeugdland ·Jodenbuurt · Jordaan · Julianapark · Kadijken · Kadoelen · Kattenburg · Kinkerbuurt · KNSM-eiland · Kolenkitbuurt · Kop van Jut · Van der Kunbuurt · Laan van Spartaan · Landlust · Landstrekenbuurt · Lastage · Leidsebuurt · Lutkemeer · Marathonbuurt · Marineterrein · Marken · Marktkwartier · Medisch Centrum Slotervaart · Mercatorbuurt · Middelveldsche Akerpolder · Molenwijk · Museumkwartier · Nellestein · Nieuw Sloten · Amsterdam Nieuw-West · Nieuwe Pijp · Nieuwendam · Nieuwendammerdijk en Buiksloterdijk · Nieuwendammerham · Nieuwezijde · Nieuwmarkt · Noorderhof · Noordoever Sloterplas · Noordse Bos · Olympisch Kwartier · Omval · Ookmeer · Oostelijk Havengebied · Oostelijke Eilanden · Oostelijke Handelskade · Oostenburg · Oosterdokseiland · Oosterparkbuurt · Oostoever Sloterplas · Oostpoort · Oostzanerwerf · Osdorp · Oud Osdorp · Oud-Oost · Oud-West · Oud-Zuid · Oude Pijp · Oudezijde · Overamstel · Overhoeks · Overtoombuurt · Overtoomse Buurt · Overtoomse Veld · Park Haagseweg · Park de Meer · Plan van Gool · Plan West · Plan Zuid · Planciusbuurt · Plantagebuurt · Postjesbuurt · Prinses Irenebuurt · Rapenburg · Reigersbos · Riekerpolder · Rieteilanden · Rietlanden · Rivierenbuurt · Robert Scottbuurt · Roeterseiland · Ruigoord · Schinkel (bedrijventerrein) · Schinkelbuurt · Science Park · Sloten · Sloterdijk · Sloterdijk-Centrum · Slotermeer · Slotervaart · Sluisbuurt · Spaarndammerbuurt · Spieringhorn · Sporenburg · Sportheldenbuurt · Staatsliedenbuurt · Stadionbuurt · Steigereiland · Strandeiland · Teleport · Transvaalbuurt · Trompbuurt · Tuindorp Buiksloot · Tuindorp Buiksloterham · Tuindorp Nieuwendam · Tuindorp Oostzaan · Tuttifruttidorp · Van Tijenbuurt · Uilenburg · Universiteitskwartier · Valkenburg · Van der Kunbuurt · Van der Pekbuurt · Van Lennepbuurt · Venserpolder · Vlooienburg · Vogelbuurt · Vogeldorp · Vogeltjeswei · Volewijck · Vondelparkbuurt · Vrije Geer · Waalseiland · Watergraafsmeer · Waterlandpleinbuurt · Waterwijk · Weesp · Weesperbuurt · Weespertrekvaartbuurt · Weesperzijde · Westelijke Eilanden · Westelijke Tuinsteden · Westerdokseiland · Westerpark · Westpoort · Willemspark · Wittenburg · Zeeburg · Zeeburgereiland · Zeeheldenbuurt · Zuidas · Zuideramstel